# Людвиг Гюнтер II (князь Шварцбург-Рудольштадта)
Людвиг Гюнтер II Шварцбург-Рудольштадтский (нем. Ludwig Günther II. von Schwarzburg-Rudolstadt; 22 октября 1708, Рудольштадт — 29 августа 1790, Рудольштадт) — правящий князь Шварцбург-Рудольштадта в 1767—1790 годах из Шварцбургского дома.

## Биография
Людвиг Гюнтер — младший сын князя Людвига Фридриха I Шварцбург-Рудольштадтского и его супруги Анны Софии Саксен-Гота-Альтенбургской. Принц был самым младшим, тринадцатым ребёнком в семье. В 1722—1731 годах Людвиг Гюнтер редко проживал в Рудольштадте, он учился в Утрехте и Женеве. У принца были проблемы со здоровьем, в связи с чем он в 1724 году уехал в Италию, а затем побывал ещё раз в Швейцарии.
В 1726—1731 годах Людвиг Гюнтер состоял на службе в австрийской армии в звании полковника и находился в Милане. Завершил военную службу по собственному желанию из-за проблем со слухом. Вернувшись в Рудольштадт, проживал во дворце Фриденсбург и затем во дворце Людвигсбург, названном в его честь. Людвиг Гюнтер II был нумизматом и владел обширной коллекцией монет и увлекался лошадьми. В 1778 году князь Людвиг Гюнтер II основал придворную библиотеку.
После смерти племянника, князя Иоганна Фридриха Шварцбург-Рудольштадтского, Людвиг стал правителем княжества в 1767 году и переехал в Хайдексбург. Государственными делами в княжестве ведал канцлер Кристиан Ульрих фон Кетельхольдт.

## Семья
22 октября 1733 года в Грайце Людвиг Гюнтер женился на графине Софии Генриетте Рейсс-Унтергрейцской (1711—1771). В браке родилось четверо детей:
- Фридерика София (1734)
- Кристиана Фридерика (1735—1788)
- Фридрих Карл (1736—1793), князь Шварцбург-Рудольштадта
- Кристиан Эрнст (1739)